# 競駝

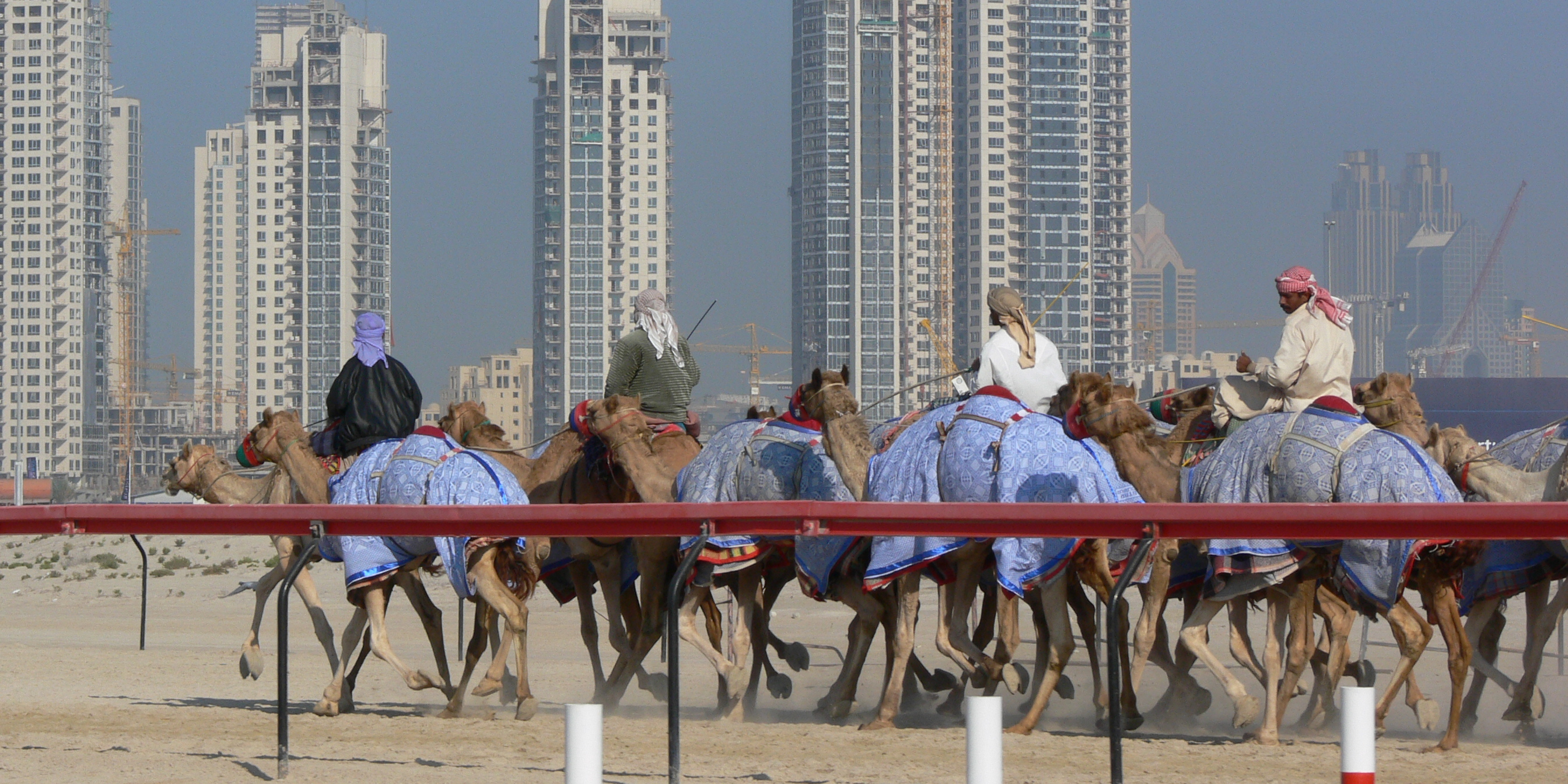
ドバイでの競駝

競駝（けいだ、英: Camel racing）は、主にアラビア半島の国々およびオーストラリアで行われているヒトコブラクダによる競走である。ラクダ競走ともいう。

## 概要
コースは短距離から長距離まで様々なものがあるが、概して競馬よりも長く10km程度の砂漠コースを周回して順位を競う。一名の騎手が騎乗し、手綱を操作する。平均速度は時速40～60km程度で、ラクダのオーナーは自動車で併走しながら指示を与えたり奮励することができる。

## 歴史

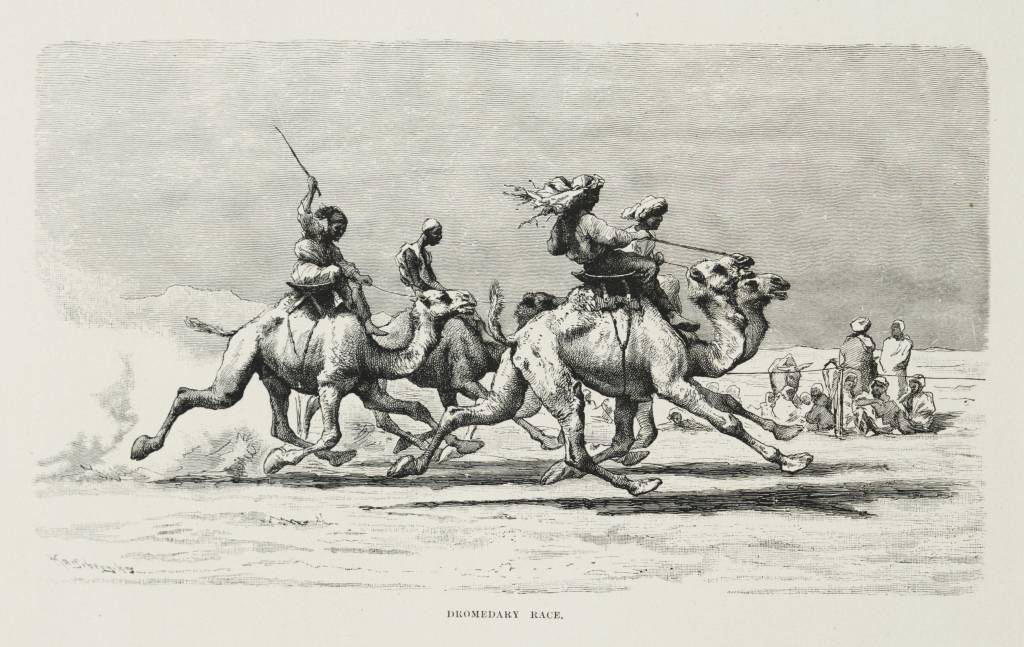
ラクダでの競走

アラブ人の支配階層や有産階級が結婚式など祝いの席の余興として、自身の所有するラクダを走らせたのが始まりと言われている。これに他のラクダ所有者が挑むなどして、次第に競技としてのラクダ競走が形成されていった。
近代になって急速に生活が西欧化するに従って、生活必需品としてのラクダは次第に自動車に取って代わられるが、砂漠生活の文化的アイコンとしてのラクダを記念するため、ルール化・競技化したスポーツとしての近代ラクダ競走が行われるようになる。また賭博の対象や観光資源としての側面も大きい。
2020年、無形文化遺産に登録された。

## 児童騎手問題
ラクダは馬と違い、複雑な操作をしなくても全力で疾走するため、騎手は手綱を持って走る方向だけを調節していればよく、高度な騎乗技術が要求されない。このため、騎手は体重が軽ければ軽いほど有利となり、従来は競駝の騎手として4～6歳程度の児童が使役されていた。多くの児童騎手は人身売買のような形で取引され、十分な教育の与えられない環境で競駝に従事させられていた。
しかしこのことが児童労働として人権擁護団体などから指摘され、国際的に問題視されるようになると、アラブ首長国連邦やカタールなどはこれに配慮し、騎手に年齢制限を設けたり、少年騎手の社会復帰のために経済的援助を行うなどの対策をとりはじめた。
また近年では騎手に代わり駱駝を操作する機械騎手の導入も進んでいる。これは最初スイスのロボティクス企業であるK-Team Corporationによって開発され、年々軽量化などの改良が施されている。自動操縦のほか、リモコンによる遠隔操作もできるようになっている。